# Gobierno de Caráquez
Según la historiografía ecuatoriana, se denominaría Gobierno de Caráquez o Gobierno de La Canoa a todos los territorios de la zona norte de Manabí en tiempos de la dominación española en América, a partir del año 1562 hasta 1824. Dichos gobiernos se ubicaron en la región litoral de la Real Audiencia de Quito, cuya jurisdicción sobre ellos fue producto de su anexión dentro de lo que se conoce como la Conquista del Perú, localizados como parte de la Provincia de Puerto Viejo y señoríos de la provincia de Coaque en la Gobernación de la Nueva Castilla hacia 1529; seguidamente hasta la creación del Virreinato del Perú en 1542. Posteriormente estos territorios fueron incorporados al Virreinato de la Nueva Granada tras su creación en 1717, anulación en 1723 y restauración en 1739. Todas sus comarcas y poblados indígenas y mestizos desde siempre se sujetaron territorialmente a la Real Audiencia de Quito y legalmente asumían y obedecían disposiciones del Corregimiento de Quito con sede judicial y política en la ciudad de San Francisco de Quito.
Originalmente la unidad territorial de estos gobiernos comprendieron lo que es ahora la zona norte de la provincia de Manabí como eje geográfico principal, tuvieron también la jurisdicción en la mayor parte de la provincia de Santo Domingo de los Tsáchilas y en parte poseyeron linderos en el norte de las provincias de Los Ríos y Guayas además de varios extremos sur de la actual provincia de Esmeraldas, y por ello se llega a deducir que sus prontas anulaciones y fracasos institucionales provocaron para futuro el nacimiento de nuevas disputas limítrofes internas en el Ecuador actual, que de hecho fueron iniciadas por las deficientes delimitaciones geográficas y vacíos jurídicos que tuvieron estos antiguos e inconsecuentes gobiernos efímeros.

## SigloXVIGobierno y Tenencia de Caraquéz

### Conquista y pacificación

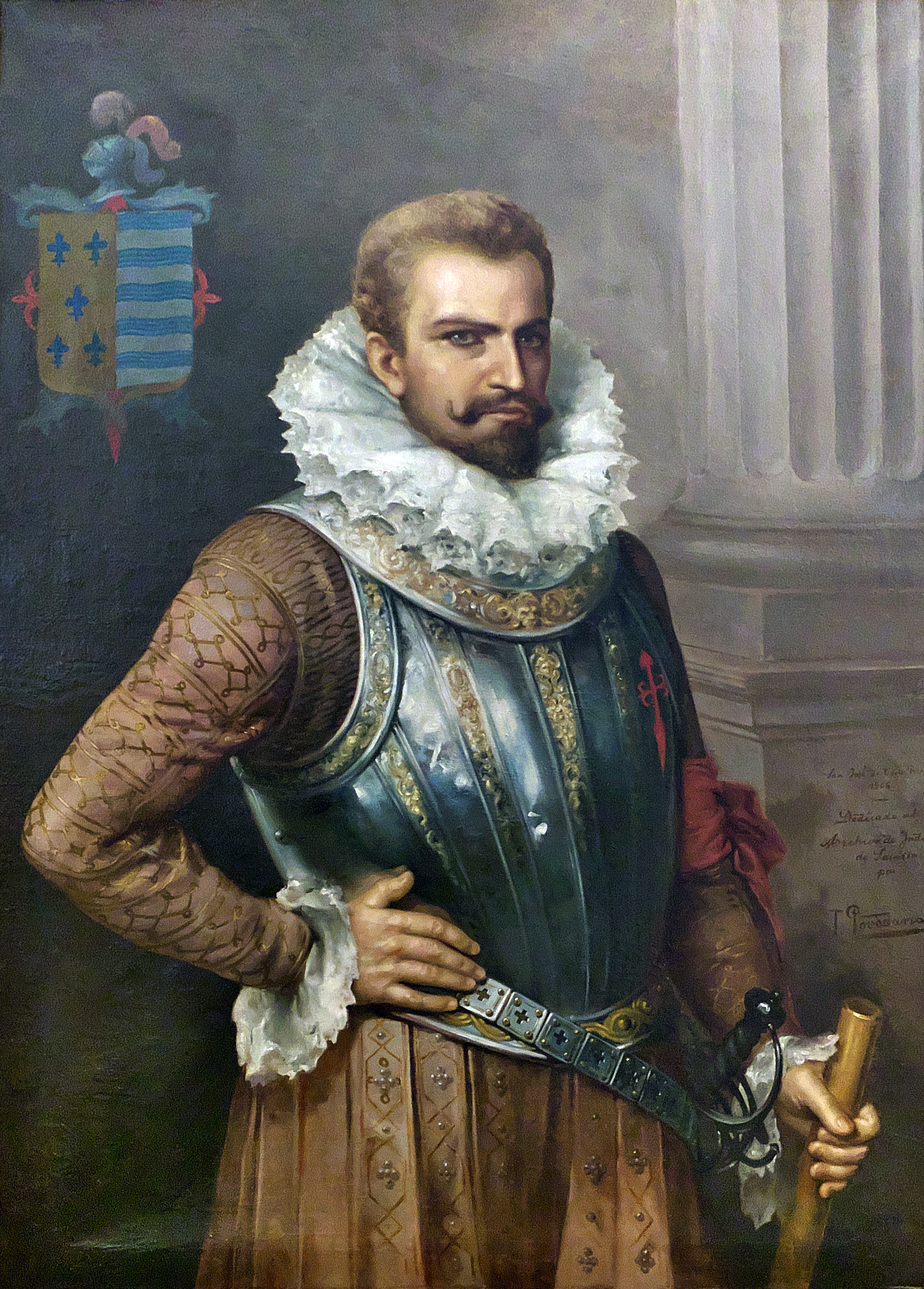
Pedro de Alvarado

La llegada de los conquistadores a la provincia de Manabí ocurrió en 1526, seis años de la fundación de Santiago de Quito. El primer contacto se llevó a cabo con los indígenas de dichas regiones como sería Esmeraldas, cuando Bartolomé Ruíz de Estrada, parte de los trece de la fama, fundaría San Mateo, o Francisco Pizarro en la Isla Puná durante la famosa batalla de Puná. En las costas de Manabí desembarcaría Pedro de Alvarado quien enfrentaría a los poblados indígenas y conquistaría la ciudad que ahí se encontraba, esto con el fin de que después de haber conquistado Centroamérica, Alvarado escuchó de la caída del incario y la posibilidad de fundar nuevas ciudades en el norte del imperio. Por esta razón hubo una competencia entre Almagro y Alvarado por el establecimiento y fundación de las ciudades para tener prevalencia jurídica sobre las recompensas que posteriormente reclamarían a la corona.
La segunda conquista, ahora pacificación, de Caráquez fue tras haber ocurrido  el primer contacto en 1526 se dio mediante efectos en una etapa cúspide causada por el forzado prestigio militar de la Monarquía Católica a nivel continental como un éxito a largo plazo, pero que con la avaricia y la falta de humildad y paciencia por parte de la creciente sociedad española radicada en América les hizo interpretar aquello, tras no haber podido encontrar lo ansiado y pensado obsesivamente con las esperadas riquezas, hasta condenar la expedición al fracaso total, cuyo tiempo de ocaso fue tras no mantener intangibles y ordenadas a las poblaciones vecinas de los pocos pueblos habitados con estructura orgánica y asimismo dejando en estos con el sometimiento a los indígenas una intranquilidad profunda señalada como condena al destierro y suplicio de la vida nómada en las selvas lejanas de la costa, donde asimismo desarrollaron otro tipo de vida ligado a la agricultura y a la anarquía desde lo lejos del pragmático dominio de la Corona Española y las instituciones que la representaban.

### Gobierno de Caráquez

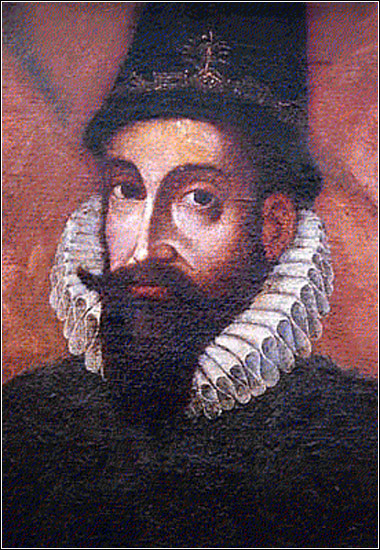
Diego López de Zúñiga

El inicio del Gobierno como entidad jurídica se llevó a cabo cuando el IV Conde de Nieva Don Diego López de Zúñiga y Velasco también conocido como el Conde de Nieva mientras era el Virrey del Perú envió misiones tanto religiosas como civiles para que se creara el Gobierno de Caráquez. Esta entidad jurídica sin embargo tendría una existencia de tres décadas antes de que se lleve a cabo su supresión, cuando el virrey García Hurtado de Mendoza IV Marqués del Cañete lo eliminaría y de a poco anuló sus autoridades seculares para que en la posteridad el cargo disminuyese a menor jerarquía territorial ante la dirigencia de un Alcalde Mayor y desde 1768 con mandato de teniente. El llamado Gobierno de Caráquez, es el antecedente jurídico-institucional más complejo a nivel cronológico, debido a la poca documentación existente respecto de sus conformaciones nativas, pero históricamente flexible y amplio acerca de la presencia autonómica en los actuales territorios de lo que se conoce hoy como zona norte de Manabí, por ello el historiador Juan de Velasco no solo cita la existencia de esta entidad en la época precolombina como Reino de los Caras sino que en la posteridad al proceso de la Conquista del Perú, asimismo se nos refiere a una entidad jerárquico-social creada por iniciativa de la administración española de Lima y constituida formalmente por el interés de los primeros virreyes del Perú para hacer fácil el control y comunicación de las costas quiteñas y conexiones con Lima y otros puertos; pero sin imaginarse que aquella empresa de reconquista fracasaría en menos de tres décadas y que, de a poco, todos los puertos que se tuvieron en proyecto construirse fueron anulados para beneficiar únicamente a la corona y a las autoridades políticas, mercantiles, edilicias y aduaneras de Guayaquil, tomándose de a poco todas estas argumentaciones históricas para complementar la existencia autonómica de la zona norte de Manabí. Estos gobiernos tuvieron su sede en la actual población porteña de Bahía de Caráquez, aunque también se estableció en el poblado vecino de Canoa, localidad que tuvo desde la sexta década de la etapa diesiochesca su sede distributiva con residencia de derecho a un establecimiento que conformaban corporativas junta de vecinos y desde sus inicios era administrado en el ámbito político desde la costa hacia su parte oriental; que por aquellos tiempos eran territorios vírgenes de límites inexplorados, en la supremacía dirigente se encontraba bajo el mando de un lugarteniente. Durante su creación, los límites del gobierno incluían los siguientes territorios con referencia a las provincias actuales de la república de Ecuador.
- Dentro de los cantones actuales que forman parte de la provincia de Manabí se encuentran: Bolívar, Chone, El Carmen, Flavio Alfaro, Junín, San Vicente, Pedernales, Jama, Sucre, Tosagua.
- La Manga del Cura en su integridad territorial; según el propio Pedro Vicente Maldonado en su mapa de 1750, trazando una línea paralela distribuye parte de este tramo para los gobiernos de Caraquez y la Tenencia de Puerto Viejo desde que ambas jurisdicciones nacieron como ciudades con territorios incorporados en la Audiencia de Quito. Lo que evidencia que la dicha jurisdicción hoy en disputa pertenece a la provincia de Manabi por muchas alegaciones de gran valides, tales como el derecho territorial histórico del Uti possidetis iure, recordemos que mientras Puerto Viejo se fundó en la costa Guayaquil lo hizo en la serrania, los límites iniciales de esta ciudad manabita (antes de la creación de los Gobiernos de la Bahía de Caraquez) llegan a incluir todo el luengo de costa desde la provincia de Santa Elena, hasta la Ciudad de Pasto en el norte, exclusive las montanas altas de la serranía que era el término de esta jurisdicción colonial por el lado Este. Otro motivo relevante es porque sus habitantes son descendientes en su mayoría de personas oriundas de los cantones manabitas con los que limita dicha franja geográfica, a la cual los accesos son visiblemente definidos. La única manera debatible con la cual se apelaría la integridad manabita de este lugar, es la consulta de sus habitantes, como libre determinación de los pueblos para decidir de quienes se sentirían más cercanos o identificados.
- Fragmentos y bandas territoriales de los cantones Valencia y Buena Fe de la provincia de Los Ríos. Según Juan de Velasco por este lado el Gobierno limitaba con el corregimiento de Latacunga lo que actualmente comprende la provincia de Cotopaxi y se llega a la conclusión de que era una banda de territorios cuyos límites surorientales se determinaban donde empezaban las montañas de la Cordillera occidental de Los Andes.
- Fragmentos territoriales del Sur de la provincia de Esmeraldas, que son poblados y territorios que todavía no se han estudiado profundamente para no entrar en detalles históricos incorrectos e imprecisos, pero aun así las descripciones de Juan de Velasco y sobre la Gobernación de Guayaquil, en diferentes épocas citan que específicamente el Gobierno de Caráquez empezaba desde el Cabo San Francisco delimitada mediante una línea simétrica triangular descendente con vista al océano, pero cuando se refieren a la Gobernación como Partido de La Canoa, citan de forma diferente que el límite definitivo empieza desde la Bahía de Cojimíes con línea ondulada descendente hacia abajo hasta definir el límite Este con la cordillera de la Sierra ecuatoriana. Mientras que en el lado sur los límites costaneros de Caráquez culminaban en las actuales playas de Chirije en el actual cantón Sucre.
- Fragmentos territoriales de la provincia de Santo Domingo de los Tsáchilas, Según Juan de Velasco el Gobierno de Caraquez limitaba con Quito cuando empezaba la Cordillera occidental de los Andes.
- Fragmentos territoriales de los cantones El Empalme y Balzar, en la provincia del Guayas incluyendo el embalse Daule Peripa.
- Fragmentos territoriales del cantón Pichincha

### Tenencia de Caráquez

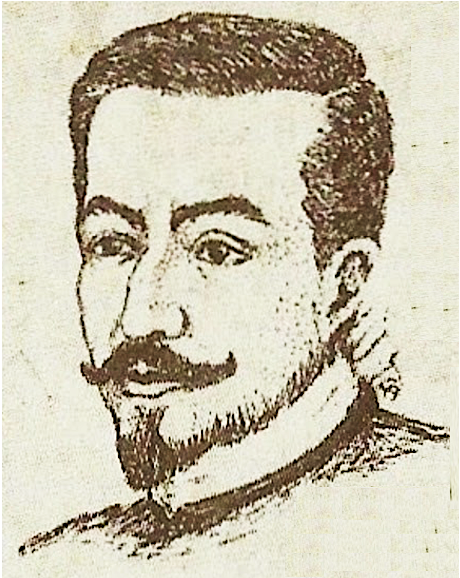
Hernando de Santillán Presidente de la Real Audiencia de Quito desde 1564 hasta 1571

Por su parte este primer periodo (1562-1590) fue denominado en manera original con el reconocimiento de Tenencia Civil de Caráquez, Provincia de Caráquez, Reino de Caráquez o Tenencioa de Carán,  citado en otras versiones históricas como Gobierno de Caras o Gobierno de Cara fue una pequeña entidad territorial ultramarina indiana, fragmentaria e integrante del Imperio Español en lo que por entonces era denominado como las Indias, con lo cual adquirió nativo derecho de administración propia. Este Organismo durante el siglo XVI conservó su categoría original de Tenencia de Su Majestad Católica en las gobernaciones de Nueva Castilla y la de Quito, de lo que sirvió para designar el título de la referencia adquirida para la historia ecuatoriana y supuso el primer intento de consolidar el surgimiento de pueblos y villas en su territorio hasta ocurrido su declive institucional y demográfico en la determinación existencial de diferentes tiempos no fijos. En las postrimerías tanto los de Lima como de Santa Fe, adujeron que era arriesgado y costoso mantener un gobierno en aquellos territorios argumentando las mismas situaciones y circunstancias que definieron los primeros virreyes del Perú para esterilizar el Gobierno de Caráquez definitivamente. Su autoridad la ejerció el gobernador de Caráquez que a su vez se le asignaba la administración y dirigencia política de las otras poblaciones importantes como Chone, Jama, Canoa y Tosagua.
Se deduce que la ciudad-sede fue construida encima de las ruinas de la antigua ciudad indígena de Carán que destruyó Pedro de Alvarado en 1534 durante su expedición hacia el Reino de Quito, pero no existe hasta ahora estudios y excavaciones arqueológicas que lo demuestren tajantemente, incluso la mayoría de historiadores en el tema se han dedicado a afirmar o suponer en veces que fue en los tantos terremotos y maremotos a los cuales es propensa a padecer la zona y bahía de su mismo nombre, al provocar que inmensos bancos de arena venidos del mar cubrieran y anclaran la antigua ciudad y fueran de a poco hundiendo sus estructuras en piedra tallada, pero esta teoría no ha podido ser demostrada simplemente pasando a convertirse en una deducción académica del juicio humano. En la citada época de fundación del Gobierno de Caráquez lo que es actualmente el Río Chone dejó de llamarse por aquel tiempo Río de Caráquez o Río Caráquez porque sus aguas venían desde las aledañas zonas pobladas de Chone y daban su origen a la Bahía de Caráquez, pero no se sabe a ciencia cierta quién produjo este cambio de nombre o porqué razón se hizo en efecto.

## SigloXVIIy la Alcaldía Mayor

### Alcaldía Mayor de las Reales Bodegas de Caráquez

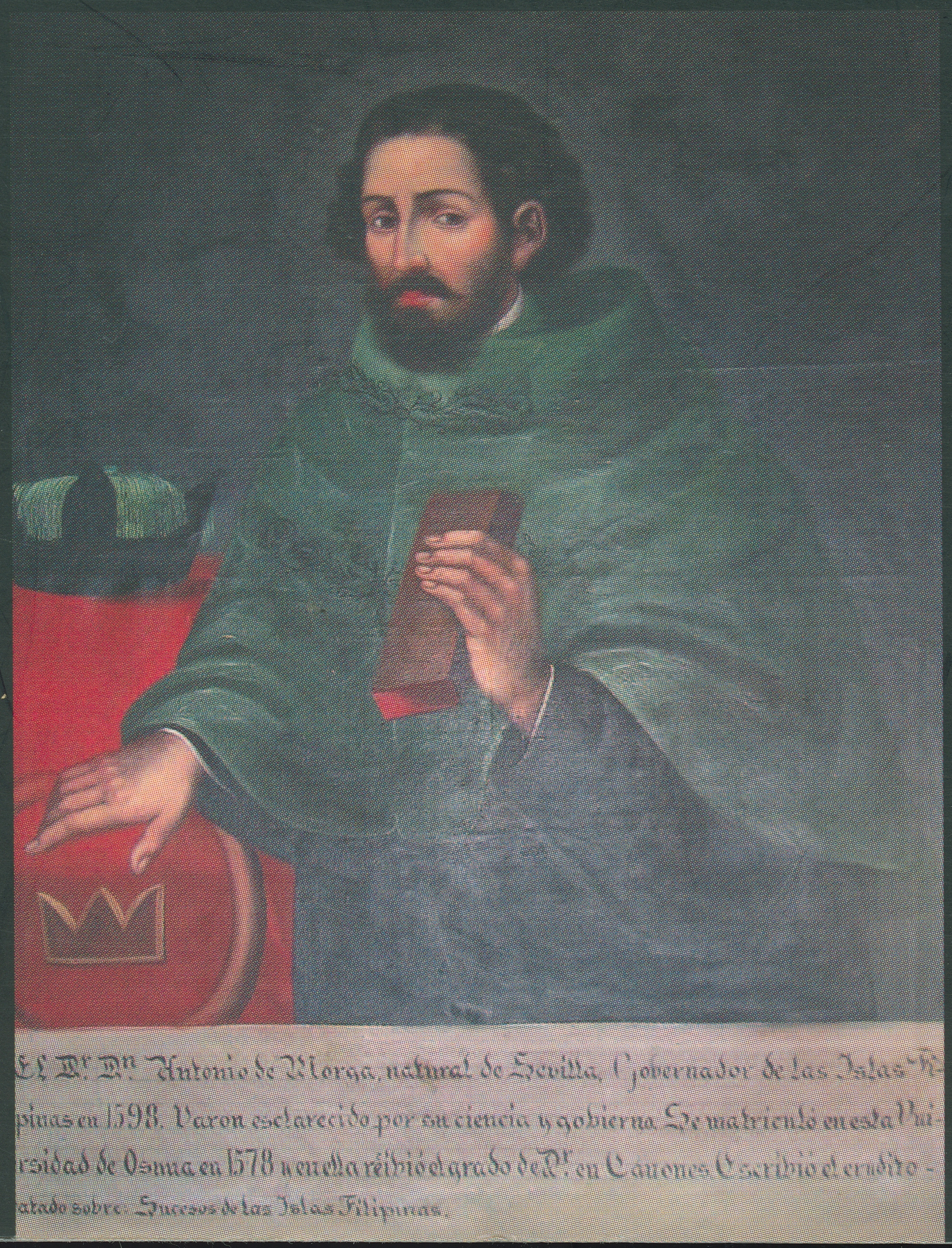
Antonio de Morga

En las dos posteriores centurias XVII y XVIII, Caráquez en segunda instancia fue pertenencia territorial legítima de forma autónoma como una feudo organización arbitrista - latifundista, política portuaria y tributaria aduanera de mera modalidad mercantil para el transporte, almacenamiento y comercio de abastos, explotación de yacimientos de sal y plantaciones de cacao, algodón, cítricos, sustracción de maderos y construcción de pequeños astilleros en un breve periodo desde 1616 a 1630 bajo el nombre oficial de Alcaldía Mayor de las Reales Bodegas de Caráquez que con privilegio de un sencillo cabildo tenía prevalecencia en lo militar, justicia civil y criminal, cuyo poder estaba subordinado provisionalmente en lo público y las finanzas al Corregimiento de Quito y quedando geográficamente supeditado al Gobierno de las Esmeraldas como territorio anexo simbólicamente, pero por motivos particulares derivados de la decadencia española con efectos arraigados en el apogeo de la crisis del siglo XVII en Europa se retrasaron los esfuerzos burocráticos para unificar el progreso de los puertos indianos en la Mar del Sur, tras el obsesivo afán castellano de controlar los mares coloniales americanos, lo que fue una señal de otro fracaso cronológico para la vida institucional de la pequeña alcaldía. La ruta creada entre Quito y Bahía de Caráquez solo estaba disponible acudirla con disponibilidad de acceso durante la perpetuidad de la estación veraniega, porque en la invernal era imposible trasladarse de un lugar a otro, principalmente en los valles llanos y pantanos frondosos de la costa que se inundaban y desembocaban con la salida al mar. Muchos virreyes como don Francisco de Borja y Aragón que en una carta fechada el 22 de octubre de 1617 al Presidente Antonio de Morga manifiesta personalmente en oposición la siguiente afirmación:

Siempre he deseado y están muy a mí cuidado todas las ocasiones que fueren del bien y utilidad [....], y habiendo visto las razones que se me proponen para que el Camino que [....] pretende abrir(se) a la Mar, por la Bahía de Caráquez se ponga por obra, he tocado algunos inconvenientes que me detienen en la resolución de este punto, y el principal es que sería dar lugar, si esta puerta se abriese en tiempo que los enemigos frecuentan tanto estas mares, para que alguna vez tomasen esta entrada fácil en el Reino, ayudados de los mismos mulatos, de quien se debe tener muy poca seguridad, que cuando no hubiera más que éste inconveniente, debe preponderar más que las utilidades que se siguen, pero con todo se considerará despacio y se tomará la resolución que más conviniere al servicio de Dios y de Su Majestad.
 Dado en el Palacio Real de los Reyes a octubre Veinte y Dos de Mil Seiscientos Diez y Siete años.

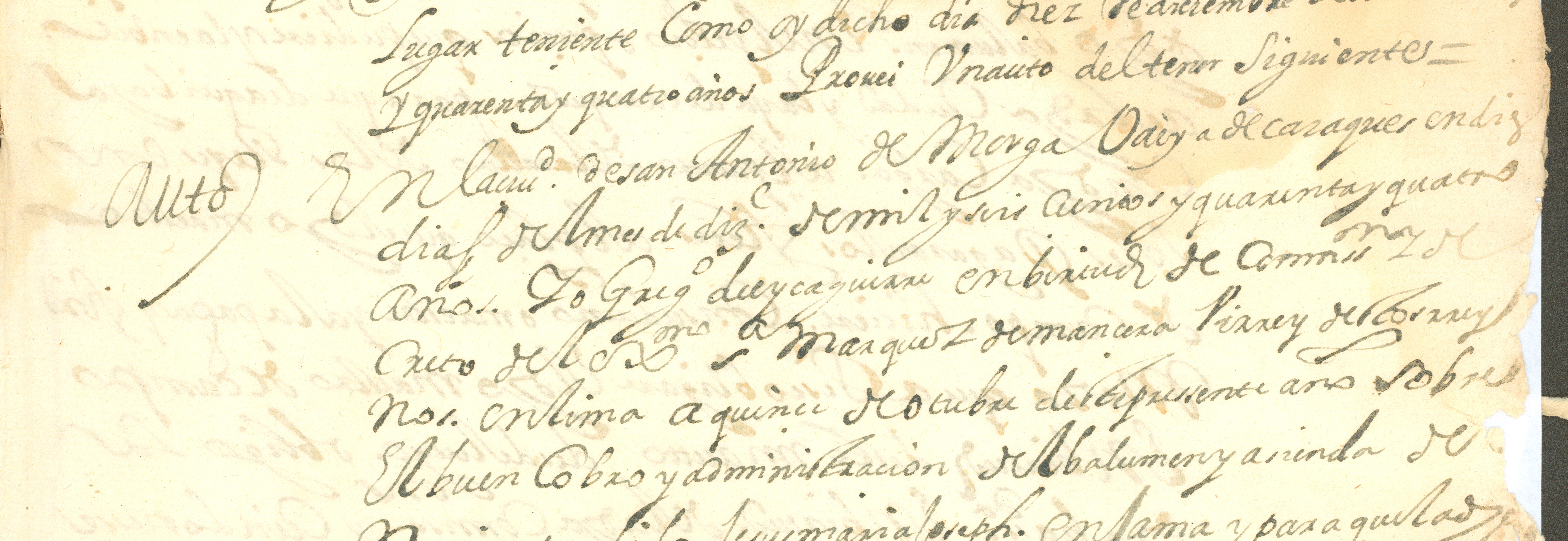
Nombramiento de la Ciudad de San Antonio de Morga Vaya de Caráques

Para esta época la Bahía de Caráquez constaba como la única ciudad indiana fundada por españoles en la zona norte de Manabí. Existe evidencia historiográfica documentada donde se refiere al poblcado como La Ciudad de San Antonio de Morga Vaya de Caráques (10.XII.1644). Esto lo convirtió en el siglo XVII como uno de los potenciales puertos del norte que alimentaran a la ciudad de Quito, junto a Esmeraldas, cuyos esfuerzos para crear un camino y conectarla con Quito los había emprendido años antes el presidente Miguel de Ibarra, llegando a fundar incluso la ciudad de Ibarra para dichos fines. El presidente Morga debió defender su situación, sin embargo, dado que esto requería recursos y amenazaba intereses creados en otras ciudades de la costa de la Audiencia de Quito. Los criterios que dio para la creación de la Bahía de Caraquez fueron:

 […]. Como en Guayaquil no desean que haya otro puerto sino el suyo, han sido enemigos del puerto en la Bahía de los Caraquez. (Hace) trece años, muchos trabajos y dineros (costó el camino), contra la (opuesta) dureza del país, la necedad de los Virreyes y la maldad de los Castros (de Guayaquil), abrir el camino, por el que toma tan solo ocho jornadas por ir desde Quito hasta la costa. Fue iniciado por Martin de Fuica, quien se ahogó al cruzar un río en la región de los indios Niguas, que son de paz. El esforzado José de Larrazábal lo terminó en el más hermoso lugar que baña la Mar del Sur. Allí fundó la Ciudad que se llamara para los siglos venideros San Antonio de Morga. No es gran vanidad que la población tenga mi nombre, porque ese ha sido el uso en estos reinos. No han pasado más de treinta años en que se fundó la Villa de San Miguel de Ibarra, que honraba al entonces Presidente de la Audiencia Don Miguel de Ibarra sin que nadie dijera que era orgullo o soberbia del gobernante así llamarla. Desde San Antonio de Morga trajinan recuas de mulas cargadas de pescado seco, sal y otras cosas. Los tambos que hay entre el puerto y Quito son buenos, provistos de plátanos, camarones, pescados y pastos. El camino es saludable porque no hay humedad sino poca ya cerca de las montañas. Hay algunas cuestas empinadas, pero sin despenaderos ni peligros mayores. Como la tierra de esa provincia es más bien seca, en los años que no llueve no se puede sembrar y en otros apenas se logra cosechar algo, por lo que la población de la nueva Ciudad no ha crecido mucho. Pero cuando aumente la arribada de barcos y por allí entren y salgan mercaderías, ya no se tratara de cultivar esos duros campos porque la gente vivirá del comercio. Si bien el Príncipe de Esquilache se equivocaba al decir que había mulatos en la región de los Caraquez, más al norte, hacia las Esmeraldas, hay varios reinos de negros y zambos […]. Esto no traerá la ruina a Guayaquil si se permite el libre comercio de cacao. (Hasta) un niño puede entender que son mejores para el interés del rey dos puertos ricos que uno pobre. […]. Los Virreyes tienen poca comprensión de las cosas de estas tierras, algunos de ellos han sido hombres de pocas entendederas y más duros de corazón que cuero de adarga. 

#### Cláusulas de creación de la Alcaldía

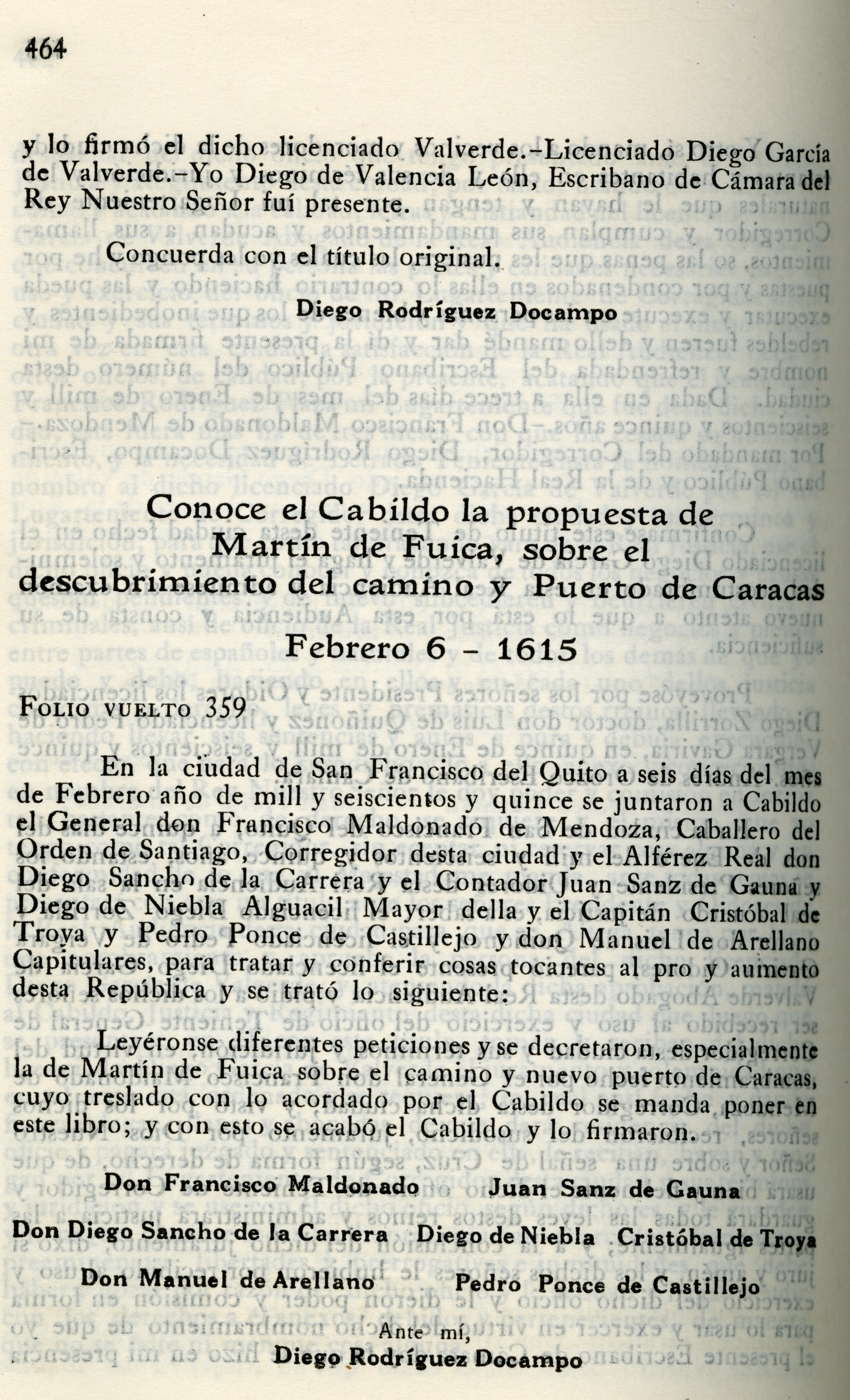
Carta del Cabildo Colonial de Quito - 6 de febrero de 1615

El presidente de la Real Audiencia de Quito Don Antonio de Morga cuya facultad de máxima autoridad ejecutiva envía a redactar con fecha del 12 de abril de 1616 cada uno de los artículos correspondientes al interés del vecino español de origen vazco Martín de Fuica respecto de la construcción del camino a Bahía de Caráquez, detallando en cada cláusula los aspectos requeridos para la creación de una nueva entidad administrativa ubicada en los actuales territorios de la Zona Norte de Manabí con el nombre oficial de Alcaldía Mayor de las Reales Bodegas de Caráquez, cuyo máximo cargo de administración y dirigencia política estuvo definitivamente asociado a la forma hereditaria de uso. La función principal de este organismo feudal, auge de un pedante monopolio comercial quiteño fue la de posibilitar mediante el transporte de la vía terrestre la garantía de exportación, traslado de productos y víveres de cultivo, siembra y confección o diseño de elaborados que se fabricaban en la ciudad de Quito y sus inmediaciones donde eran embarcados para suministrar la demanda de consumo y necesidad de otras urbes indianas con puerto de acceso controlado y comercio legalmente permitido. La categoría juridíca de Alcaldía que residió en el puerto de Bahìa Caráquez le permitía construir Bodegas para efectos en uso de almacenamiento y custodia de los productos que bajaban de la sierra o se extraían dentro de la misma jurisdicción. Las cláusulas citan entre lo más importante:

IV.- Y en cuanto al cuarto, que le ha de dar la alcaydía de dicho puerto de Caráques, y otro cualquiera que se poblare en la dicha Bahía por tres vidas, con su jurisdicción civil y criminal, proveyó su Señoría, que en cuanto a esto le concede lo mismo que se concedió y asentó con el dicho Martín de Fuica.

V.-Y en cuanto al quinto, que se le provea de oficio de Tesorero Receptor de la Real Hacienda en el pueblo o puerto que se poblare por las dichas tres vidas, y que vayan de servir los dichos Martín de Fuica y Pedro de San Martín y Velasco y sus herederos por el mismo orden que la dicha Alcaydía, proveyó su Señoría que no ha lugar lo pedido por los susodichos en lo contenido en este capítulo.

VI.-Y en cuanto al sexto, que el Alcalde de dicho pueblo o puerto que se poblare, sea con facultad de que el que lo usare pueda nombrar Alguaciles españoles y naturales, y Gobernadores, Alcaldes de Indios, removerlos, y quitarles cuando conviniere, y poner otros, de nuevo, y nombrar Escribanos y remover y quitarlos, proveyó su Señoría que le guarde en cuanto a éste capítulo, lo respondido por el Señor Fiscal.

X.-Y al décimo, que los dichos Martín de Fuica y Pedro de San Martín, pueden tener sitios y en ella hacer bodegas, cada uno de los que quisiere para sí y sus herederos sin que ninguna justicia de Su Majestad ni otras personas lo puedan impedir, antes ha de estar prohibido en tiempo de treinta años desde el día de la dicha población en adelante ningunas personas no puedan hacer bodegas, ni tener en el dicho pueblo que se poblare sino fuere con orden de los dichos Martín de Fuica y Pedro de San Martín, y no en otra manera.

XI.-Y al onceno, que las bodegas, que se hicieren y vieren en los dichos puertos, así para el trajín de esta ciudad, como para la de los Reyes, han de ser los dichos Martín de Fuica y Pedro de San Martín, por el mismo orden que se contienen en el capítulo antes de este.

XIV.- Y al catorce, que por tiempo de treinta años, los vecinos de Guayaquil, ni otras personas, no lleven ni carguen la dicha sal para dicho puerto, ni quiten, ni perturben a los dichos descubridores su aprovechamiento con penas graves, que se les ponga, y que se dé por perdida la dicha sal. Remitió Su Señoría lo contenido en este capítulo, proveer en él a su Excelencia el Señor Virrey por ser materia de hacienda é interés de partes.

XIX.- Y en cuanto al diez y nueve, en que pide licencia para fundar un Convento de la Orden de Nuestra Señora de la Merced en el dicho puerto de Caráques, y pueblo que se hubiere de poblar, y tomar y señalar cuadras para el dicho Convento e Iglesia, y tierras de labor para sus ganados mayores y menores, en la cantidad que conviniere y sea necesario. Remitió Su Señoría proveer lo contenido en este capítulo a Su Excelencia del dicho señor Virrey por ser negocio y materia de estipendio señalado para que Su Excelencia se sirva hacer en esto merced al Padre Fray Diego de Velasco de la dicha doctrina, conforme a su servicio y trabajo.

#### El camino de Quito a Caraquez
Una vez creada la alcaldía, sin embargo, se debía continuar con la conexión de la ciudad al camino real, y por tanto a las ciudades de Quito, Riobamba, Cuenca y Guayaquil. Por estar razón fue necesario crear un camino hasta la Bahía sobre lo cual existe documentación histórica sobre la Segunda capitulación. Con este documento por medio del cual se autoriza a Don José de Larrazábal para que se continúe la construcción y correcta delimitación del camino desde la ciudad de San Francisco de Quito por la vía fluvial y terrestre de Chone hasta el puerto y Bahía de Caráquez y se funde un pueblo donde se reasiente la sede de la Alcaldía Mayor de las Bodegas de Caráquez a orillas de la Mar del Sur.

Su Majestad Católica El Rey Don Felipe Cuarto al Virrey del Perú Don Diego Fernández de Córdoba, que informe sobre que José de Larazábal pide se capitule con él sobre ciertas poblaciones que pretende hacer en la Bahía de Caráques y el camino abierto desde la ciudad de Quito hasta la dicha bahía. Año MDCXXVIII (1628).

EL REY, NUESTRO SEÑOR.

Marqués de Guadalcázar, pariente, mi Virrey, Gobernador y Capitán General de las provincias del Pirú, o a la persona o personas a cuyo cargo fuere el gobierno de ellas. Por parte de José de Larazábal, vecino de la ciudad de San Francisco de la provincia de Quito, se me ha hecho relación que Martín de Fuica, vecino así mismo de la dicha ciudad, había tomado asiento con el Doctor Antonio de Morga, Presidente de mi Audiencia Real que en ella reside, en que se obligaba abrir un camino desde la dicha ciudad a la mar del Sur y Bahía de Caráques, por tenerse noticia que la dicha Bahía era puerto apacible y cercado a la dicha ciudad de Panamá, camino fácil y de solo seis días, y muy cercano también a la dicha provincia de Quito; con que se excusarían las embarcaciones de mar y otros ríos que hay; habiendo de ir a la dicha mar del Sur por el puerto de Guayaquil e Isla Puná, y el mal camino que hay desde la bajada del tambo que llaman de Pucará hasta el embarcadero del río, por donde se navega al dicho puerto de Guayaquil;  y otros trabajos e inconvenientes que hay en el dicho río, por salir de madre y haber anegado mucha parte de la tierra llana del dicho embarcadero; todo lo cual cesará con el camino a la dicha bahía, por llegar por derecho por tierra a la mar de ella, y ser capaz de mucho abrigo para cantidad de bajeles de alto borde y segura para la defensa de los que allí estuvieren, por tener la entrada estrecha y cerrada, y se pueden de sus riberas defender a los enemigos que la quisieren infestar.  Y que habiendo hecho la dicha capitulación el dicho Martín de Fuica y dándole a él por su fiador; estando abriendo el dicho camino le mataron a él y otro compañero ciertos indios de paz, por impedir por este camino que no se abriese y no los ocupasen en dar avío a los pasajeros. Por cuya muerte, el dicho Presidente mandó al dicho José de Larazábal que, como tal fiador del dicho Fuica, cumpliese con lo que él estaba obligado; en cuyo cumplimiento envió cantidad de españoles que abriesen el dicho camino, con comisiones y otros recaudos que para ello le dio el dicho Presidente, para que de algunos pueblos de paz cercanos a él, se le diesen los indios necesarios para irle abriendo y desmontando, como lo hizo; en que gastó más de diez y nueve mil y quinientos pesos, de a ocho reales; y mediante el dicho gasto y su industria y trabajo, abrió el dicho camino hasta llegar a la dicha Bahía; y metió en ella cantidad de españoles a caballo y muchas mulas, que sacó cargadas de sal y pescado; y se espera que, continuándose con el trajín, el dicho camino y llegando navíos al dicho puerto y bahía, con ropa y mercaderías de estos y de aquellos reinos, y sacando por él frutos de aquella provincia que son:  trigo, harina, carne cecina, quesos, garbanzos, lentejas y otras semillas que se dan en ella, será de mucho provecho para sus vecinos y la de Tierra Firme se podrá proveer de cuerda, pólvora, alpargates y otros pertrechos para su defensa, y traerse la plata y oro mío y de particulares y demás mercaderías que bajan al dicho Reino de Tierra Firme, a emplear y los que suben con ropa y paños de aquella tierra y sus obrajes a esa ciudad de los Reyes; y bajan de ella con vinos y otras mercaderías que se trajinan por la dicha mar del Sur, además del fruto que se conseguiría en convertir a la santa fe católica mucha cantidad de indios bárbaros e infieles circunvecinos a la dicha bahía y otra gran cantidad de mulatos que están retirados en la provincia de Coaque, allí cercana, que viven en los ritos de la gentilidad; aunque muchos de ellos están bautizados.  Conforme a la dicha capitulación, se ha de fundar en la dicha bahía una ciudad y pueblo de españoles y otras poblaciones, que, dándoles tierra donde siembren trigo y maíz y otras semillas de estos reinos, junto con las grandes sementeras de arboles de cacao para que es muy a propósito aquella provincia, se podrán sustentar y enriquecer los vecinos que allí se poblaren, y se aumentará mi real hacienda, y se podrá hacer y fabricar muchos bajeles, navíos y galeones para la guarda de esos reinos y servicio de los vecinos de ellos, por tener, como tiene, mucha y buena madera para los dichos efectos, y sitios para los astilleros. Y que habiendo pedido al dicho Presidente,  en consideración a lo referido, hiciese con él nueva capitulación, dándole título de Poblador y Gobernador de aquella provincia con las preeminencias y mercedes que se hacen a los conquistadores y pobladores de nuevas provincias y reinos, deseando continuar mi servicio y gastos que ha hecho hasta aquí en el dicho nuevo camino; y que yo me había dado por servido de lo que el dicho Presidente había hecho sobre su descubrimiento, capitulación y asiento que, como dicho es, se había tomado con el dicho Martín de Fuica, enviándole a mandar, cédula mía, se continuase y prosiguiese hasta poner en toda perfección, por no hallarse el dicho Presidente con poder y facultad bastante para ello, no se tomó con el dicho asiento, como de todo lo sobre dicho constaba y parecía por ciertos testimonios que se presentaron y vieron en mi Consejo de las Indias; suplicándome, atento a ello y a que ha de tener efecto la dicha capitulación hecha con el dicho Martín de Fuica sobre el descubrimiento y apertura del dicho camino, y de los gastos que él, como su fiador ha hecho en él; y su bondad y nueva capitulación pedida al dicho Presidente hiciese con él, según las consideraciones referidas y muy gran servicio a Dios en la conservación de los dichos indios y de toda esa tierra y mío, con el aumento de mi hacienda real, le hiciese merced de mandar se le guarden las dichas capitulaciones y las demás honras y preeminencias que se guardan a los nuevos pobladores y pacificadores de estas dichas provincias, dándole título de Gobernador de la dicha Provincia, conforme a los linderos, demarcaciones y condiciones expresas en una petición que presentó ante el dicho Presidente, que haciéndole yo esta merced, ofrece, de su parte, cumplir con la obligación que tiene hecha; y siendo necesario la haría de nuevo. Y visto por lo del dicho mi Consejo con lo que acerca de dijo y alegó el Licenciado Juan Pardo de Arenillas, mi Fiscal en él, porque quiero saber lo que acerca de los sobre dicho ha pasado, y si el dicho Martín de Fuica cumplió con la capitulación que hizo sobre la apertura y descubrimiento del dicho nuevo camino, o si murió antes de acabarlo; y si el dicho José de Larazábal, como su fiador, le acabó y los gastos que en él hizo y qué utilidades y conveniencias se puede seguir de haberse abierto, y si será bien que se tomen un nuevo asiento con él sobre las poblaciones que pretende hacer en la dicha Bahía de Caráques; os mando me enviéis relación de todo con vuestro parecer para que, visto por los del dicho mi Consejo me provea lo que convenga. Hecha en El Pardo, a veinte de Enero de Mil y seiscientos y veinte y ocho años.
Yo, el Rey.
Por mandado del Rey, nuestro señor.
Antonio Gonzales de Legarda.
Señalado del Consejo.

#### Primeras autoridades de Caráquez
Una vez creada la ciudad y trazado el camino se debió continuar con la elección de autoridades. Para una alcaldía era necesario la creación de Alcaldes y regidores que continuén con el buen gobierno de dicha localidad. Para ello existe evidencia historiográfica de la carta emitida por las primeras autoridades en representación de los vecinos de Caraquez al presidente Antonio de Morga el 2 de enero de 1629:

Copia de carta del cavildo de la Ciudad de San Antonio de Morga Baya de Caracas escrita al Señor Doctor Antonio de Morga, presidente de la Real Audiencia de Quito, su fecha a 2 de Henero de 1629 años.

En esta Ciudad de San Antonio de Morga y Baya de Caracas hicimos eleción de Alcaldes y Regidores, ayer día de año nuebo porque se comiense con el ano las eleciones de Alcaldes y Rejidores y demás oficios que se eligen para la administración y gobierno de esta Ciudad y su tierra acordó este Cavildo de la quenta a Vuestra Señoría desta eleción como a cabeza de ella a cuyo cargo por cédula particular del Rey nuestro Señor le está cometido por bía de gobierno la población della y caminos.  Los electos del Cavildo son quatro Rejidores y dos Alcaldes Hordinarios y uno de la Santa Hermandad y Procurador General. Regidor el primero es el Capitán Basilio de Bargas que al presente está en el puerto con navío a se avecindado en esta Ciudad y se le a dado solar en ella declaró tener treynta mil pesos de hacienda, será muy buen Vezino por ser rico y muy honrado; el segundo Rejidor es Francisco Gonzales Salguero; el tercero Regidor es Fernando Cortés Masias; el quarto Regidor es el Capitán Alonso Hernández Carvajal y Alcalde de la Santa Hermandad; Procurador General Fernando Cortés Masias. Alcaldes Hordinarios es Francisco Gonzales Salguero y el Capitán Francisco Ramírez Betancur.Y este es el estado en que al presente queda esta Ciudad con el gobierno della y aunque los tiempos han sido tan secos que a faltado el sustento del maíz y los Vezinos que aquí vivimos nos a hecho mucha gran falta porque se ha metido todo de acarreto y ha sido causa de que nos ayan poblado muchos Vezinos en ella este año. Será Dios servido de que acudiendo los temporales buenos de tenga de comer en ella y se animen muchos Vezinos a venir a hazer su Bezindad y será todo siempre a más con el / favor de Dios Nuestro Señor. Quatro Nabíos en este mes pasado an estado en este puerto y los dos dellos an salido ya y los dos están en este dicho puerto que todos vienen a cargar de madera y barazón de mangle que es mucha cantidad la que ay y con esto se ba esta Ciudad poniendo en buen punto , Vuestra Señoría haga despachar el Vicario que está nombrado para esta Ciudad porque nos haze muy gran falta a los Vezinos della y será parte estando el Vicario en ella para que baya en más aumento la Bezindad porque desto tiene muy grande necesidad. Volvemos a referir a Vuestr Senoria cuya persona guarde (Dios) muchos años; de esta Ciudad de San Antonio de Morga y henero 2 de mil y seiscientos y beynte y nueve años.

(f)Joan Macías Cortés. (f)Francisco Ramírez Betancur. (f)Francisco Gonzales. (f)Basilio de Bargas. (f) Fernando Cortés Macías. (f)Alonso Hernández Carvajal.

Concuerda con la carta original que queda en mí poder. 
(f)Doctor Antonio de Morga.
Archivo General de Indias,QUITO,11,R.3,N.36 

Es importante notar que por motivo de la creación de la Alcaldía Mayor de las Bodegas de Caráquez en el periodo de los años de 1617 y 1630 el actual estuario del Río Chone y las orillas de la Bahía de Caráquez fueron declaradas Puerto Marítimo en la Mar del Sur de Su Majestad Católica, cuyas arteria comercial recesiva y emisiva fue clave de comunicación y transporte entre Quito, la ciudad de Panamá y la Ciudad de los Reyes.
Esta situación sin embargo no continuó de manera estable puesto que con las reformas en la organización territorial que tanto Caráquez como Puerto viejo sufrirían en la segunda mitad del siglo XVII, empezaría la migración a otras ciudades. Esta pérdida de población afectaría mucho al lugar haciendo que pierda relevancia y no logre consolidarse como un puerto cercano a la ciudad de Quito, aprovechando las ventajas de transporte que presentaba el río Chone, algo que no era el caso de Puerto Viejo. Por esta razón, en el siguiente siglo se crearía el Partido de la Canoa y sería anexada al gobierno de las Esmeraldas, tras su fundación por Pedro Vicente Maldonado.

## SigloXVIIIy el Partido de la Canoa

### El Partido de La Canoa (1768-1824)

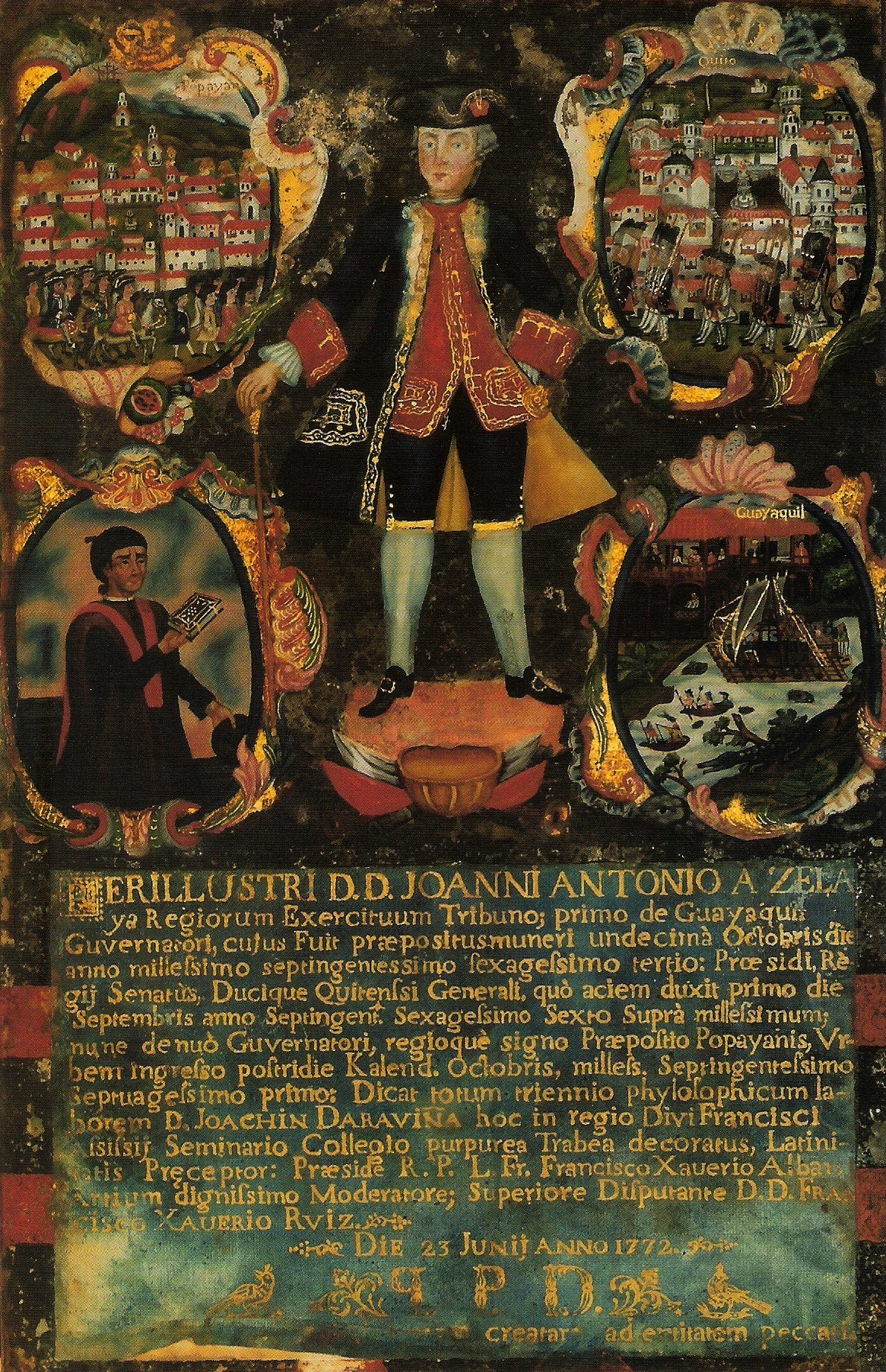
Alegoría Honorífica a la trayectoria del servicio público de Don Juan Antonio Zelaya y Vergara en una ilustración de 1772, fue responsable de dirigir los destinos de la Gobernación de Guayaquil y por lo tanto máxima autoridad política del Partido de La Canoa.

Mediante la desconocida disposición gubernamental de la Presidencia de Quito, pero a raíz de la erección del Corregimiento de Guayaquil en Gobernación Civil y Militar desde 1746, se procedió en el año de 1768, bajo la administración porteña del Gobernador Don Juan Antonio Zelaya y Vergara a desfragmentar definitivamente la parte sur de la antigua Gobernación de las Esmeraldas, conocida con el nombre oficial de Partido y Tenencia de La Canoa, debido a la incomunicación geográfica que ésta tenía y había tenido desde siempre con sus propias sedes jurídico-administrativas esmeraldeñas. Aquel territorio fue el que comprendió las antiguas jurisdicciones y poblados del desaparecido Gobierno de Caráquez, lo que quiere decir que tras la anulación institucional de este Gobierno, el peor error de cálculo geopolítico que cometieron los Presidentes de la Audiencia Real en su momento, fue el de haberlo anexado a Esmeraldas sin razón lógica alguna, prejuicio secular o sin argumento sociopolítico determinado, si se tiene en cuenta que la única comunicación existente entre ambas latitudes era la vía marítima y costera, pues la red vial interna planificada desde la conquista del Perú y el Reino de Quito con caminos, muchos de ellos trazados ya, jamás había sido recorrida. Se calcula que ésta disposición se dio bajo el interés exclusivo de explotación comercial y poblacional de los territorios de Caráquez, por encontrarse estos pueblos cercanos y comunicados por tierra a Portoviejo y por mar a Manta y Guayaquil, además por la fertilidad de sus territorios, llanos húmedos semimontañosos, excelentes para la crianza de ganado vacuno y porcino, así como para la siembra de maíz, de cacao, producción de madera, siembra del algodón, de cítricos, de granos, de hortalizas y demás frutos indianos o españoles. Así mismo con el objetivo de repoblar y habitar sus antiguas jurisdicciones que fueron terriblemente diezmadas y reducidas a cifras insignificantes desde finales del siglo XVI tras los azotes de pestes y desinterés gubernamental en la dominación. La anexión legítima del Partido de La Canoa a la jurisdicción guayaquileña se produjo en un momento de auge comercial, producción y riqueza mercantil de los territorios de dicha Gobernación naciente y por ende es más probable que con la finalidad de explotación agrícola, comercial y demográfica, las disposiciones de los Presidentes de la Real Audiencia se dieron a favor de Guayaquil dada su importancia como Puerto Principal de la Real Audiencia de Quito y de la región marítima Sur del Virreinato de la Nueva Granada.
Existen variadas teorías acerca de la denominación oficial de La Canoa, la primera teoría se define en alusión a que las antiguas poblaciones y microcivilizaciones indígenas marinas que recorrían los alrededores de Bahía de Caráquez y sus costas adyacentes, usaban como medio de transporte marítimo y fluvial las Canoas y por otra parte es fácil deducir por similitud el nombre se lo relacione con la población costera de Canoa ubicada en el frente norte de la Bahía de Caráquez donde empieza el Océano Pacífico ecuatorial. Los historiadores no pueden aún concordar en la idea del porqué la evolución o cambio del nombre Carán, Caras o Caráquez con el que fue siempre reconocido su territorio, tanto en la costa, como selva adentro. El uso de la palabra Caráquez como denominación jurídica había pasado simplemente a ser usado para referirse a la definición de la salida del estuario del Río Chone y de la abandonada ciudad-sede de Carán. Si bien es cierto es que Bahía de Caráquez estuvo abandonada por más de un siglo y simplemente tomada en cuenta como un punto geográfico referencial de localización, debido a que sus antiguos habitantes decidieron asentarse en sus costas adyacentes o próximas dejándola abandonada por completo, refiriéndose probablemente a la población actual de Canoa, de la cual es la más cercana y que sirvió como puerto menor o fondeadero de la Gobernación de Esmeraldas y donde sus habitantes eran conocidos por su actividad pesquera y agrícola, además de proveer víveres, guías y ayudas a las pocas embarcaciones que debieron llegar a la zona y que bajaban desde puertos tan lejanos como Panamá, Guatemala, o desde Santiago de Cali hacia Guayaquil, El Callao y Lima, Valparaíso, La Serena, Santiago de Chile, Concepción y Valdivia, entre otros puertos y ciudades indianas.
El partido de La Canoa sobrevivió a la independencia de Guayaquil y su reincorporación geográfica y política a la Provincia Libre de Guayaquil, pero desaparece definitivamente con la creación de la provincia de Manabí en 1824 por medio de la Ley Grancolombiana de División Territorial. En la actualidad lo que comprendía el antiguo Partido de La Canoa se conoce como Zona Norte de Manabí al parecer fue una simple subdivisión geográfica intraprovincial y no política o administrativa. Se cree que cuando la jurisdicción del Gobierno de Guayaquil amplió y creó nuevos partidos en la parte oriental de su geografía como en el caso del Partido de Balzar, los antiguos territorios indefinidos de la Gobernación de Caráquez fueron absorbidos por estas nuevas jurisdicciones y de ahí por simple deducción histórica pasan a ser parte de la actual Provincia del Guayas, pero entendiendo que ciertas de aquellas fragmentaciones territoriales fueron desde el principio de Caráquez, es decir por derecho en la actualidad serían de competencia jurídicamente legítima de la provincia de Manabí, específicamente de su zona norte y sus cantones que limitan a su vez con Guayas y Los Ríos.
Como dato curioso en relación con las autoridades españolas de la época, cabe destacar que en los informes dirigidos al respectivo Virrey y al Presidente de la Real Audiencia de por parte de los Gobernadores de Guayaquil y de los cronistas de la época, al describir la forma de ser y comportamiento de los habitantes de los Partidos de Puerto Viejo y La Canoa decían "que fue tan arraigada y exitosa la enseñanza de la lengua castellana porque con ella no quedó ningún rasgo o indicio lingüístico, incluso escrito de las lenguas nativas que practicaban los indios y que la morfología del habla está tan bien definida y perfecta que cuando se les escucha hablar se oye una naturalidad fonética propincua muy parecida a la que utilizan los aldeanos andaluces y extremeños de los reinos del sur de España".

#### Economía y producción del Partido
En lo que se refiere a economía del Partido de La Canoa, existen innumerables cifras pero poca documentación sobre los productos que se embarcaban en Manta y la Bahía de Caráquez desde la parte de Chone, Tosagua y Calceta. En ello se refiere a la producción y exportación de toda clase de maderos para la construcción de embarcaciones y casas de la ciudad de Guayaquil además de las peticiones enviadas desde el puerto del Callao por esta misma razón y requerimiento exclusivo para la fabricación de navíos pequeños y barcos auxiliares, además resulta conveniente afirmar con lógica que debido al incendio denominado Fuego Grande que la ciudad-sede de Guayaquil padeció el 10 de noviembre de 1764, por lo que se requirieron de maderas para la reconstrucción del casco urbano porque no se abastecían los maderos de los árboles cercanos que había en otros partidos, aun cuando La Canoa no pertenecía a la jurisdicción del Gobierno de Guayaquil oficialmente.

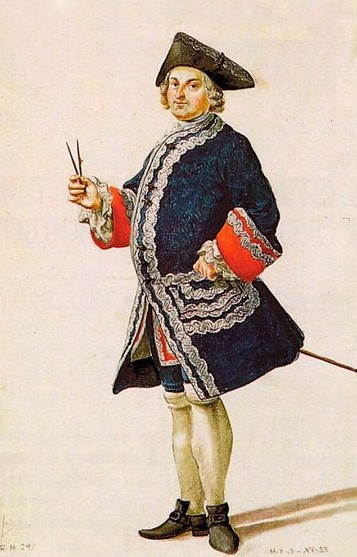
Francisco Requena y Herrera

Como dato relevante a nivel agrícola, para 1774 ya existían más de 10.000 árboles sembrados de cacao en las inmediaciones del Río Chone y su fértil valle según un inventario elaborado por el ingeniero militar español Francisco Requena y Herrera. Asimismo se extraían en bruto manojos de las plantas de Tabaco para la elaboración de cigarillos y de Pita para fabricación en el proceso de destilación de licores, sustancias fermentadas y demás sustancias alternoderibadas como el vinagre, los endulzantes y hasta elaboraciones en fibras de tejidos textiles, asimismo era exportada en mazos la Cabuya para el uso y demanda externa de agrofibras usadas en la fabricación de textiles junto al Algodón que se exportaba en pequeñas cantidades pero también de forma significativa para las arcas y rentas de la Gobernación de Guayaquil. La mayor cantidad de producción agrícola provenía de los valles del Río Chone y el Río Carrizal, hablando específicamente de los actuales cantones de Chone, Flavio Alfaro, Tosagua y Bolívar. Hay también referencias que en la etapa invernal se extraían pequeñas cantidades de café, Maíz, Maní Tostado o Tuestado, Piña y Sandía de estos mismos lugares para exportar quizás a ciudades tan lejanas como Lima por vía marítima.
En otro ámbito hay constancias de creíbles citaciones históricas sobre el movimiento comercial del puerto de Bahía de Caráquez, cuya reapertuta administrativa sirvió en las tres últimas décadas del siglo XVIII para la salida y entrada de barcos, refieriéndonos específicamente que el Partido de La Canoa exportó durante un tiempo corto carne salada de ganado vacuno y porcino con destino a diferentes puertos no específicos del actual departamento del Chocó en Colombia, asimismo como lo fue en el caso del contrabando de la miel de abeja exportada como envases en botijas pequeñas de barro y vidrio, aunque no se sabe cuál era el destino final de este producto medicinal que también fugaba desde Bahía de Caráquez.
Del puerto fondeadero y sencillo de Bahía de Caráquez también se especula que existía contrabando de productos originarios elaborados como el aguardiente proveniente de la Caña de azúcar, denominado en coloquio como Currincho o Puro, licores con sabor a frutas cítricas como limón, naranja, fruta china y grosella denominados mistelas; además de mermeladas a base de piña, guayaba y demás cítricos en pequeñísimas cantidades y también materia prima en bruto para elaborar velas y cauchos, cuyos árboles eran abundantes en los bosques de los valles fluviales de Chone y Calceta, mientras que los licores y aguardientes eran originarios de las zonas de caseríos limitantes con el partido de Puerto Viejo, especificando a uno de ellos conocido actualmente como Junín. Hay innumerables historias relacionadas con el tema del contrabando perjuicioso para las arcas de la aduana de Guayaquil, porque se conoce que muchos comerciantes españoles acaudalados vecinos de Portoviejo fugaban sus productos desde Bahía de Caráquez o Manta para no rendir tributos al control aduanero que estaba en Guayaquil. Sobre el tema del contrabando muchos historiadores opinan que el desavastecimiento burocrático-gubernamental de la institución colonial Guayaquileña permitió el desarrollo del contrabando y tráfico ilícito de productos en las costas que no estaban dentro del Golfo como la mayor problemática comercial y financiera padecida a raíz de los constantes problemas incomunicacionales de la vía terrestre o la ineficacia de las propias autoridades guayaquileñas que vieron en Bahía de Caráquez una inmensa herida territorial, fuga ilegal de las riquezas que se producían dentro de la órbita propiamente dicha guayaquileña por aquel entonces.
También hubo embarcaciones indianas que almacenaron significativas cantidades de hierbas medicinales silvestres disecadas y cultivadas endémicamente en el ámbito climático del trópico ecuatorial, conseguidas en Bahía de Caráquez a un bajísimo precio para su importación y carga hacia otros puertos de climas fríos donde no crecían estas hierbas. Naturalmente la pesca artesanal era otra actividad comercial alternada para el autoconsumo de los habitantes de la zona costera, y para que no se corrompiera le frotaban sal y así se mantenía conservada un buen tiempo. Finalizando el siglo XVIII también surgieron en las afueras de Chone y Tosagua pequeñas fábricas de carbón para uso doméstico e industrial con las sobras desperdiciadas de los maderos que se exportaban. Es preocupante que todavía sigue en continúa investigación las cantidades de productos que se exportaban y el peso económico que tuvieron estos movimientos comerciales, porque hasta ahora solo se han encontrado referencias y citaciones históricas. El partido de la Canoa recibía por su parte importaciones de Harina de Trigo, telares, frutas de clima andino y Vino. Tras la aparente pérdida casi generalizada de su población, por tercera ocasión desde 1768, todo lo que quedó de su integración territorial fue adherido a la Gobernación de Guayaquil y finalmente reincorporado con menor categoría jurídica a esta Gobernación, en 1820 pasó a formar parte de la Provincia Libre de Guayaquil con el nombre oficial de Partido de San Andrés de La Canoa, para finalmente pasar sus territorios a pertenecer al Departamento de Guayaquil y a continuación desde 1824, mediante la Ley Grancolombiana de División Territorial, pasó de forma oficial a ser parte de la provincia de Manabí para, desde 1830, constituirse definitivamente en parte jurídica del Estado Ecuatoriano.

## SigloXIXy actualidad

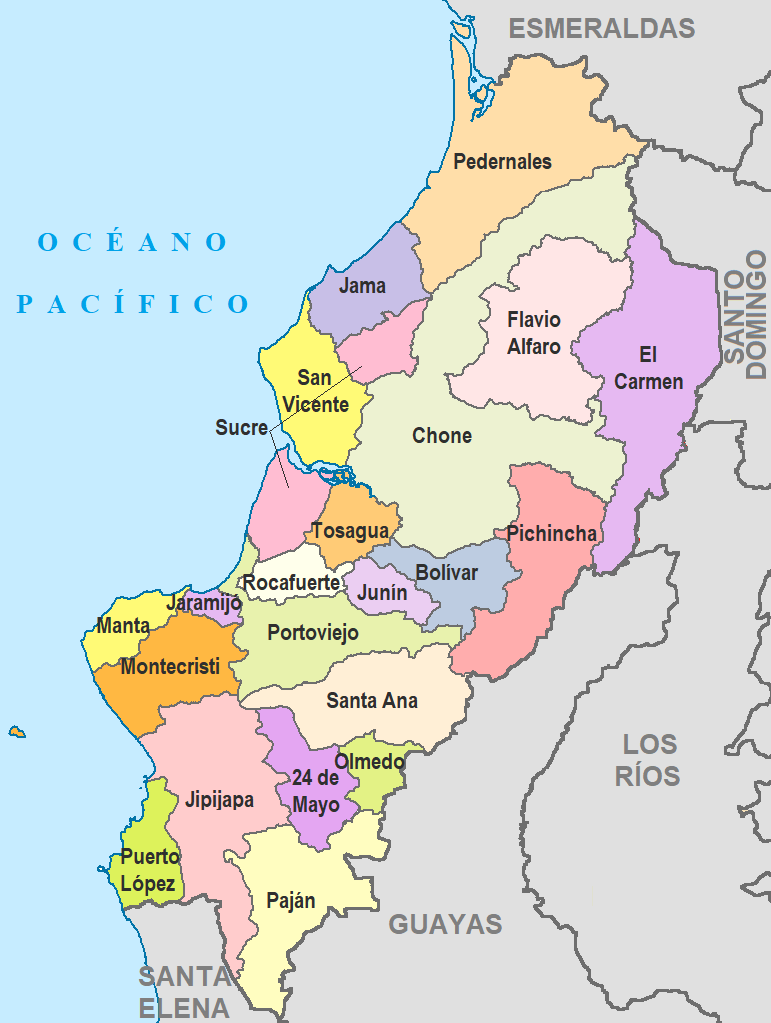
Cantones de Manabí

Después de la independencia de Ecuador, durante la etapa de la Gran Colombia se crearía la provincia de Manabí consolidanto tanto la zona sur gobernada por puerto Viejo y la zona norte que corresponde a Caráquez. Por esta razón esta región a lo largo de su historia mostró una aspiración de convertirse en una sola y única provincia consolidada que a su vez tuvo sus propios impulsores, unos que aparecieron mediante las revueltas de la Revolución liberal ecuatoriana en la cual se quiso aprovechar la apertura alfarista anticentralista y antielitista y en otras veces tras los afanados esfuerzos de reivindicación política que mantuvieron a Manabí aislada de los gobiernos ecuatorianos de turno mediante muchísimo tiempo, además de los privilegios económicos e infraestructurales del eje político administrativo Manta-Montecristi-Portoviejo y es en ello que los idealistas e impulsores de la provincialización de la Zona Norte manabita evocan y recalcan otras definiciones antropológicas como la etnografía, geografía y orografía de aquellos territorios que se diferencian de la zona Centro y Sur que correspondían al antiguo Partido de Puerto Viejo y fue realmente desde allí donde nació el ideal de Manabí como una sola provincia y con ello su supuesta conformación bajo pedido bolivariano y santanderino. Los impulsores de la provincialización de la zona norte han manifestado mediante refutaciones verídicas de hechos históricos sus propias tesis, teorías válidas y argumentos en los cuales basan el proyecto de provincialización como en los casos del catedrático chonense Raimundo Aveiga quien propuso la provincialización como Provincia de Manabí del Norte en su proyecto original y fue fallido su intento porque sus estudios no inmiscuían intensamente a la historia, arqueología, etimología y filología de forma profundizada y se aferraban más a las cuestiones políticas y sociales. En los finales de la década de los 90 del siglo XX otro chonense, el historiador y Abogado Mar Pacífico Cedeño quien en cambio reforzó la tesis de Aveiga mediante argumentos historiográficos lógicos pero siempre dando a conocer los aspectos políticos y académicos por las cuales relativamente cita problemáticas históricas como la preponderancia comercial del valle del Río Chone y su Estuario en el periodo precolombino y primicias de la etapa colonial, donde la determinación de ciertos sectores ceremoniales de las zonas alejadas como Chagualú y Ñause o Coaque; además de la implementación de la autonomía indígena que tuvieron los primeros pobladores y lo desconectados que siempre estuvieron de la serranía ecuatoriana en etapas climáticas en veces fastidiosas e intolerables. Cedeño nos habla de la conformación de la Provincia de Chone, pero lo cierto es que este tema revierte el debate democrático público o privado y las opiniones de quienes también están a favor de la provincialización de la zona norte y de allí conforman otro cuestionamiento el cual sería el nombre y etimología de la nueva provincia. El proyecto de Cedeño caracteriza los estudios arqueológicos y crónicos respectivos pero se afianzan y se basan en la exclusividad etimológica y preponderancia territorial del Cantón Chone desde una perspectiva geogràficamente situacional. Aunque este liderazgo se sincere con la propuesta de Cedeño, existe gente partidaria que acepta y cree que la nueva provincia debe llamarse y autodenominarse simplemente como Caráquez y con ello oficialmente provincia de Caráquez, y en el caso de la acogida y masificación generalizada, con el cantón Chone a la cabeza como capital político-administrativa.

## Geografía y toponimia

### Descripción geográfica
Juan de Velasco también ubica al llamado Reino de los Caras que antecedió al Gobierno de Caráquez en la forma cronológica como parte fundamental geográfica del Reino de Quito y como la sede originaria que daría origen a la tribu de los Quitus, pero esta teoría no ha sido comprobada hasta ahora, porque en el caso de la citada etnografía de los Quitus estos mantienen sus propios principios y fundamentos así como diferencias de los pueblos indígenas costeños. En otro aspecto fundamental muchos historiadores consideran la manera tajante y reveladora por las cuales los españoles nunca quisieron fundar ciudades ni villas dentro del territorio de Caráquez, principalmente en la parte selvática oriental y solamente lo hicieron mediante avistamientos de nuevas costas y puertos, sobresaliendo entonces durante la conquista solamente las poblaciones costeras y no adyacentes a sus selvas orientales como lo pudo haber sucedido con Chone y Tosagua respectivamente, que son pueblos que en la posteridad a la conquista fueron habitados pero nunca fundados bajo ninguna orden jurídica específica, debido a que cuando se los organizó eclesiásticamente estos ya tenían trazada su estructura urbana, social y económica solo que durante el periodo colonial no fueron tomados en cuenta.  Lo cierto es que si hoy en día predominara el canon y reglamentación de la fundación de ciudades y villas pues no se pudiera llevarlo a cabo porque simplemente los lugares eran demasiados llanos y pantanosos por un lado, inundables, lodosos e impenetrables en la estación invernal por el otro y es que los españoles al clima tropical húmedo le denominaban enfermizo o malsano porque según ellos era fácil que las enfermedades o pestes y las inflamaciones tengan cabida y atraían insectos y animales peligrosos, debido a éstas razones los territorios de Caráquez fueron despectivamente considerados como Un difícil Gobierno ingobernable e ingobernado por ahora.
Otra de las eventuales razones y erradas suposiciones que propiciaron la pronta decadencia territorial del Gobierno de Caráquez en sus primeros años de vida institucional fue la decepción que recibieron los españoles al no haber podido encontrarlas tan mencionadas y supuestas minas de esmeraldas, oro y plata que tanto fueron comentadas como existentes desde tiempos de la conquista del Perú; definiéndose en ello un autoengaño basado en las ficciones, mitologías y leyendas nativas, ya que nunca se encontraron las mencionadas minas donde se pensaba había ricos yacimientos metalúrgicos de todo tipo y variedad, ni siquiera en Caráquez o en el mencionado País de las Esmeraldas, desde la cual solamente proviene el recuerdo efusivo e hipotético transformado en toponimia común, debido a que la obsesiva ambición española dio nombre a aquellos territorios de modo indirecto.  Estas carencias circunstanciales las tuvieron muchos lugares de las costas centroamericanas y sudamericanas y por ello muy pocas ciudades fueron fundadas de esa manera debido a que la dificultad de tránsito y comunicación vial era el problema más caótico de los gobiernos seccionales hispánicos porque en ellos a veces los cabildos se encontraban incomunicados unos con otros y las demoras dejaban en zozobra y asqueas a la población la cual fue la mayor perjudicada y afectada por falta de obra pública infraestructural y arquitectónica.
En otras versiones se resalta la fertilidad de la tierra de las selvas orientales de la Gobernación de Caráquez donde solo se podía ir en época veraniega porque durante la época de lluvias era todo un calvario, en ello no solo se resalta la facilidad que tenía la tierra para producir frutos si no que de otro modo vieron que la madera era de buena calidad y sus árboles estaban aptos para contribuir con las condiciones de construcciones las primerizas casas humildes de los pueblos cercanos. Este es el caso de muchos virreyes quienes querían que las llamadas Tierras de Nadie (pero que en la práctica le pertenecen al Rey de España), fueran sujetas como lugares donde se produzca las materias primas que requerían en su tiempo los cabildos y ciudades, tal es el caso de las sequías o las hambrunas donde estos lugares húmedos proveyeron de grano y especias alimenticias a poblaciones enteras cuando éstas hacían cruzadas y viajes para hacer sus huertas y sembríos y así guardar los granos hasta la llegada de la siguiente estación, esto sucedió en el caso de los vecinos y habitantes de la antigua Ciudad de San Gregorio de Puerto Viejo que cuando pronosticaban una sequía en sus bosques y montañas hacían largos viajes hasta los valles del río Chone y Carrizal para sembrar y así tener comida todo el año. En lo que se respecta a la opinión de los virreyes se conoce asimismo de las bondades de las tierras de la Gobernación de Caráquez que si bien no se podía fundar ciudades en las entrañas y selvas de sus territorios se podía dar cabida a la industria maderera para barcos y casas y agrícolas en el caso de los cítricos que se acoplaron de lo mejor al clima y dieron excelentes cosechas de exuberancia riqueza para consumo de todo territorio. La posición histórica del Gobierno de Caráquez se asume concluyendo que Manabí como entidad jurídica, milenaria y cultural nunca existió dadas las muchísimas diferencias citadas en este capítulo, por ello estas tesis refuerzan todas las teorías que desde diferentes ángulos de la ciencia y la historia se refieren a la autonomía que por derecho y justicia le compete a la zona norte de Manabí que por lo menos desde el comienzo de la etapa republicana ecuatoriana se ha visto relegada e ignorada de su importancia geográfica y su riquísimo y fértil territorio.
Muchos historiadores aducen que el resumen de las disposiciones grancolombianas para crear a la provincia de Manabí simplemente fueron un freno sociopolítico para debilitar geográficamente a la Provincia Libre de Guayaquil y su influencia en la región además así incorporarla del todo a la Gran Colombia, llegándose a esta conclusión porque fue él mismo Libertador Bolívar que posteriormente dispuso la anulación de la provincia y nuevamente la restauró al darse cuenta del error geopolítico que había cometido para no beneficiar a las elites criollas y políticas de Guayaquil, por ello se considera que ni el propio libertador estuvo libre y exento de errores de cálculo gubernamental pero que estos argumentos tergiversados se consolidan con la fascinación de la colectividad que en veces ha vivido errada de los sucesos históricos y de la personalidad de sus protagonistas.

### Toponimia
Se cita el nombre Provincia de Caráquez en honor a la historiografía del territorio costero y etimología derivada de los conjuntos y grupos de tribus más antiguas que habitaron la zona y esos fueron los Caras que llegaron en el siglo VII después de Cristo a la zona. Por su parte uno de los argumentos más relevantes que han afirmado los pocos historiadores del tema, argumentando que sin duda alguna la zona de Caráquez siempre estuvo jurídicamente competente hacia la Nueva Granada y mientras que el partido de Puerto Viejo por su vinculación con Guayaquil nunca pudo dejar ser peruano del todo.
Por otra parte se puntualiza el origen o concepto etimológico de la palabra Caras, la cual deriva en Carán como relativo que fue su ciudad-sede y su vez está se castellaniza como Caráquez, que son conjugaciones sustantivales provenientes de la lengua indígena nativa que dominó la zona norte de Manabí como se cree pronunciaban los nativos y muchos españoles le adjudicaron una nueva orotografía, en cambio otros argumentan que fueron los primeros cronistas que le denominaron Caráquez porque existía una confusión gramatical con la palabra  Caracas , capital de la Capitanía General de Venezuela, es decir en otro contexto geográfico, incluso existen documentos que la denominan a secas sinceradamente como Bahía de Caracas pero se deduce que es Bahía de Caráquez porque en esos mismos documentos hablan de su cercanía con Coaque y Puerto Viejo que eran poblaciones cercanas y adyacentes a su costa, lo cierto es que esta es la evidencia más verídica y gratificante a la cual el propio Juan de Velasco cita y relaciona la etimología de la palabra Caráquez porque para él mucho antes de que se creara el Gobierno de Caráquez y que se produjera la conquista española asimismo ya existía un Reino nómada indígena no definido administrativamente, pero sí reglamentado y organizado por medio de castas sociales, religión politeísta y sistema de gobierno como el monárquico que en este caso lo ejercía el jefe mayor de las tribus o en otros casos la herencia se daba por casta y linaje. En la terminología gramatical española debió denominársele y constar en documentos como Reino de Caráquez[cita requerida] y en su definición plural de poblaciones como Pueblos de Caráquez
Lo que se refiere en el siglo XVIII, principalmente en lo correspondiente a la década de los años 70 como puerto fondeadero de Caráquez en modalidad gramatical singular realmente se la define a partir de un concepto modal plural, porque no se cita específicamente la preponderancia de un solo lugar definitivo como puerto de entrada y salida a los territorios del Partido de La Canoa, por ello no se describe prioritariamente el uso de un puerto exclusivo sino que se sobrentiende aquella denominación a tres localidades costeras muy específicas y conocidas donde se embarcacaban y almacenaban los productos que en su mayoría fueron materias primas en bruto y abastos de víveres. En concreto estos lugares fueron: los actuales muelles de la Bahía de Caráquez sobre el estuario del Río Chone, las orillas de las playas de la población de Canoa y los pequeñísimos fondeaderos de barcos de carga que descansaban y se anclaban en las costas del Cabo Pasado justamente frente a los actuales sitiales de pesca artesanal entre los cantones de Jama y Pedernales que los españoles conocían como Coaque.

## Administradores
- Primer Periodo - Siglo XVI - De la Gobernación  (Conquista y Pacificación).
  - Capitán Francisco de Rivas, Primer Pacificador, Capitán General y Gobernador de Caráquez y poblados subordinados a su Gobernación en ella en costas, selvas, confines y tierras vírgenes aún no conquistadas ni descubiertas y por descubrir (1563-?).

- Segundo Periodo (breve) - Siglo XVII - De la Alcaldía Mayor de las Bodegas de Caráquez (entidad dependiente en el ámbito geográfico del Gobierno de las Esmeraldas y en el aspecto público-administrativo del Gobierno de Quito), (Construcción y realización del Camino desde Quito a Bahía de Caráquez por la ruta de los llanos, valles y montañas de Chone y la Provincia de Yumbos).
  - Don Martín de Fuica, Gobernador y Alcalde Mayor Hereditario de la provincia de Caráquez por tres generaciones (1617 - 1627), además adherido a este nombramiento ejerció los cargos de Inspector General y Administrador del Camino de Quito a Bahía de Caráquez, Tesorero Receptor de la Real Hacienda de Caráquez y Director Aduanero del Comercio de la Sal, Maderos y Abastos en Caráquez con derecho a establecer asiento de bodegas y comercio libre en la forma hereditaria.
  - Don José de Larrazábal, Poblador, Gobernador de la Provincia de Caraquéz y fundador de la Villa de San Antonio de la Bahía de Caráquez (1628 - ?).

- Tercer Periodo - Siglo XVIII (Anexión a la Gobernación de las Esmeraldas o Gobernación de Atacames y posterior incorporación a la Gobernación de Guayaquil).
  - Don José Enríquez Pata, Gobernador y Teniente de la provincia de San Matheo de las Esmeraldas, Atacames, San Antonio de Caráquez y todas sus jurisdicciones y territorios.  (marzo de 1729 con nombramiento del Presidente de la Real Audiencia de Quito Don Dionisio de Alcedo y Herrera – ?).
  - Don Pedro Vicente Maldonado, Gobernador hereditario de la Provincia de las Esmeraldas por dos generaciones y de forma simbólica Alcalde de la provincia de Caráquez, sus jurisdicciones y confines.
Primera Administración (Posesionado el 17 de noviembre de 1738 con merced de nombramiento del Rey Don Felipe V -  ?)
Segunda Administración (1742-1743)
Tercera Administración (1744-1746).
  - Capitán Don Juan de Vera y Rivera, Gobernador de la ciudad de San Antonio de Morga de Caráquez, Valle de Caráquez y la Punta de Canoa (con título fechado en Quito el 16 de marzo de 1737 ante juramento del cabildo de Guayaquil el día 26 del mismo mes- ?).

- Periodo del Partido de San Andrés de La Canoa (Instauración oficial en menor categoría jurídica de Partido).
  - Don Pascual Pérez de Villamar, Teniente de Gobernador de la Villa de San Antonio de Morga y la Bahía de Caráquez (1765-?).
  - Don Saturnino Cedeño, Teniente de Gobernador del Cabo Pasado, Chone, Tosagua y la Bahía de Caráquez (15 de septiembre de 1772-?).
  - Don Marcos Fernando de Vera, Teniente de Gobernador Interino del Cabo Pasado, Chone, Tosagua y la Bahía de Caráquez (finales de 1772 ejerciendo con servicios temporales y provisionales).
  - Don Nicolás Santos, Teniente de Gobernador del Cabo Pasado, Tosagua, Chone y La Canoa (30 de mayo de 1781-?).
  - Don José Joaquín Bravo de Brito, Teniente de Gobernador del Partido de La Canoa, la Bahía de Caráquez, Chone y Tosagua (1796-?).